# Sazdice
Sazdice (ungarisch Százd) ist eine Gemeinde im Westen der Slowakei mit 433 Einwohnern (Stand 31. Dezember 2024), die zum Okres Levice, einem Teil des Nitriansky kraj, gehört.

## Geographie

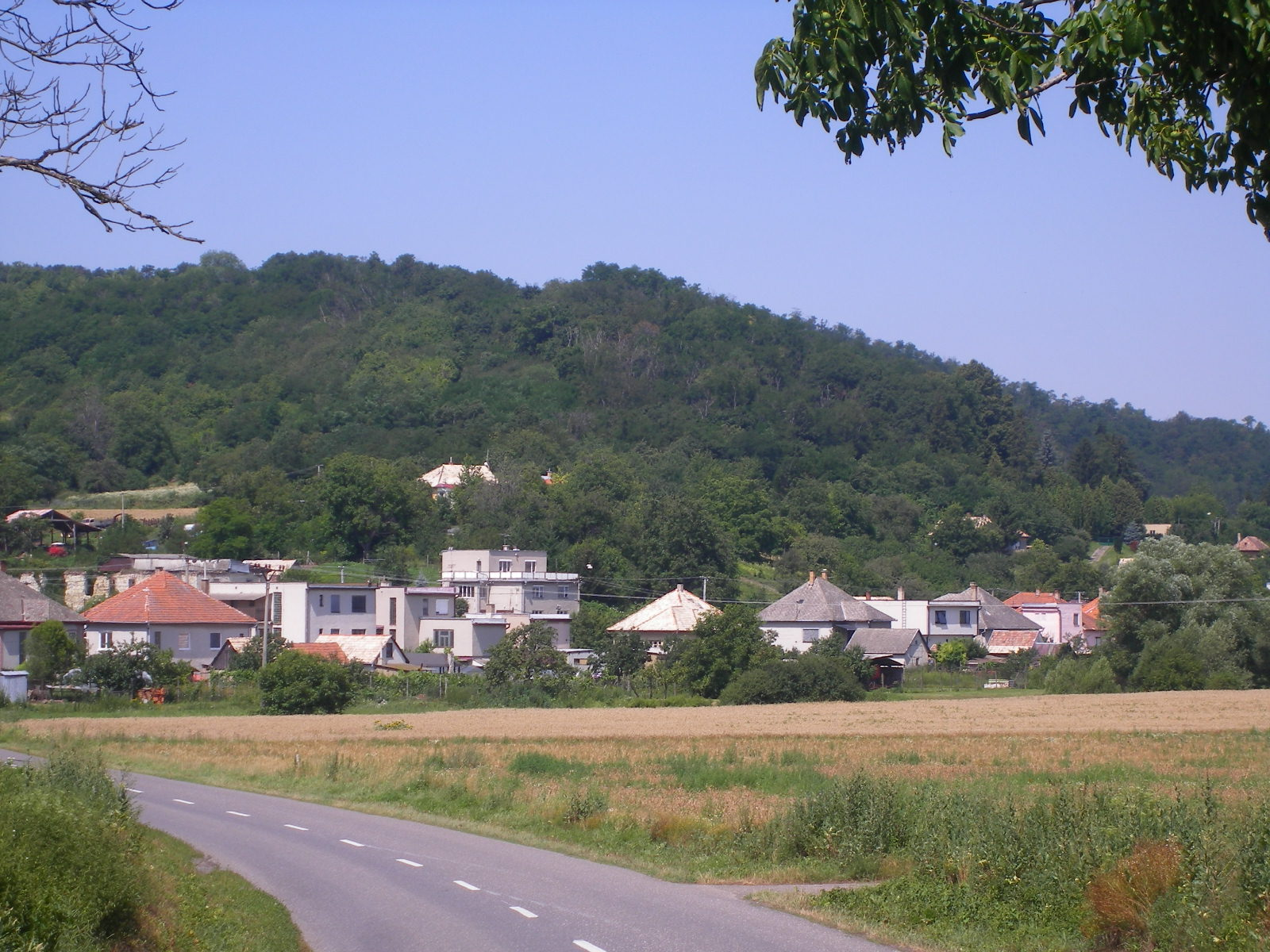
Blick auf Sazdice vom Osten

Die Gemeinde befindet sich im Osten des slowakischen Donautieflands am östlichen Rand des Hügellands Ipeľská pahorkatina, im Tal des Flüsschens Búr im Einzugsgebiet des Ipeľ, unweit der Staatsgrenze zu Ungarn. Westlich des Ortes erhebt sich der 238 m n.m. hohe Berg Veľká Morda. Das Ortszentrum liegt auf einer Höhe von 128 m n.m. und ist 12 Kilometer von Šahy sowie 25 Kilometer von Levice entfernt.
Nachbargemeinden sind Demandice im Norden, Dolné Semerovce im Nordosten, Vyškovce nad Ipľom im Osten und Südosten, Kubáňovo im Süden, Sikenica (Ortsteil Veľký Pesek) im Westen und Zbrojníky im Nordwesten.

## Geschichte

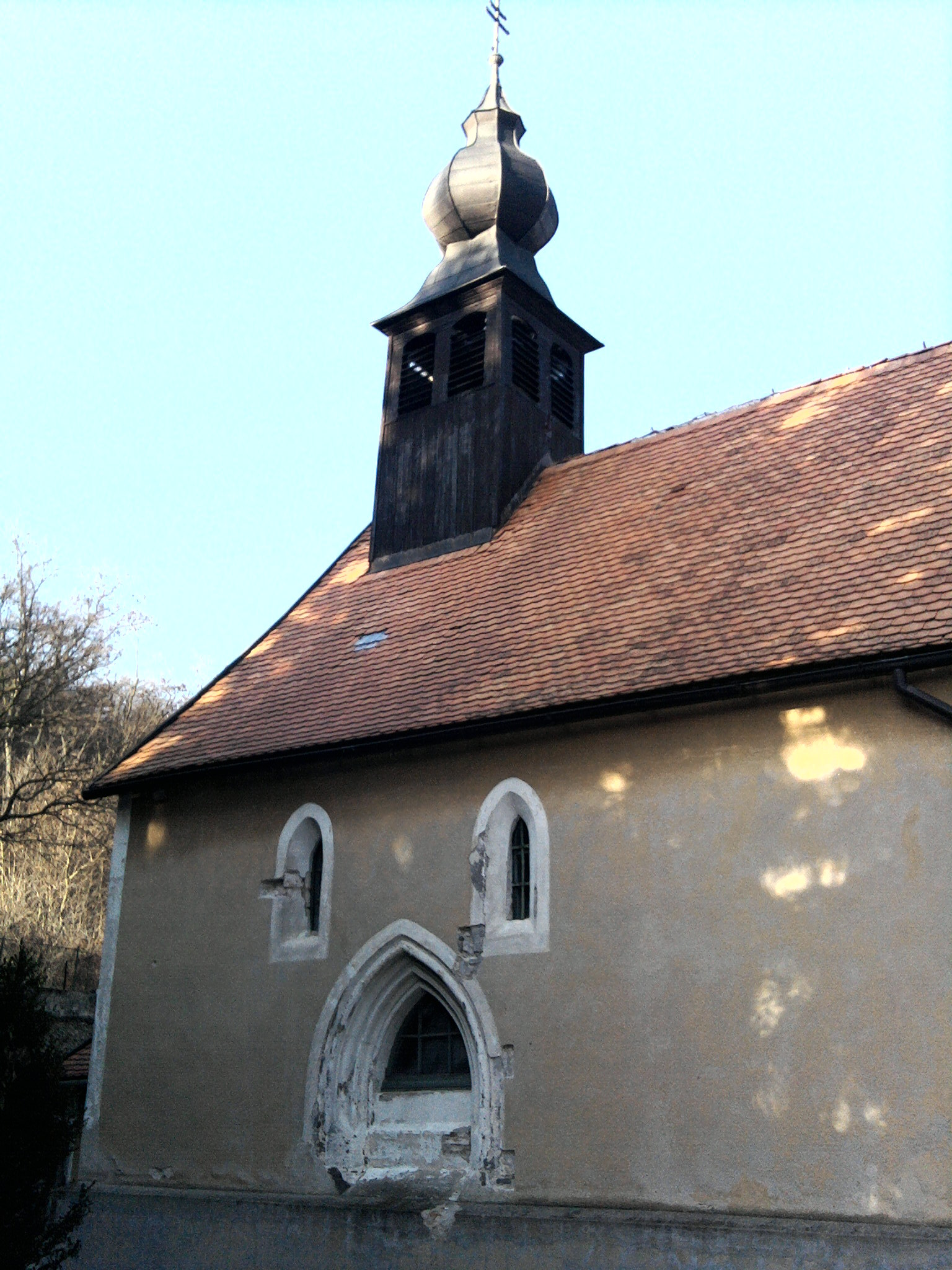
Nikolauskirche im Ort

Sazdice wurde zum ersten Mal 1261 als Zazd schriftlich erwähnt. Im Jahr 1291 ging der Besitz vom Gut eines gewissen Buchol zum Gut von Ibors Söhnen aus Demandice. 1388 erhielt der Ort das Marktrecht. Während der türkischen Besetzung des Gebiets kam es zur Entvölkerung des Dorfes, sodass es 1685 als völlig verlassen verzeichnet wurde. Im 18. Jahrhundert was Sazdice Gut der Familie Steinlein, im 19. Jahrhundert der Familie Ivánka. 1715 gab es 27 Haushalte, 1828 zählte man 98 Häuser und 591 Einwohner, die als Landwirte, Obstbauern und Winzer beschäftigt waren.
Bis 1918 gehörte der im Komitat Hont liegende Ort zum Königreich Ungarn und kam danach zur Tschechoslowakei beziehungsweise heute Slowakei. Auf Grund des Ersten Wiener Schiedsspruchs lag er von 1938 bis 1945 noch einmal in Ungarn.

## Bevölkerung
| Jahr                | 1994 | 2004    | 2014    | 2024    |
| ------------------- | ---- | ------- | ------- | ------- |
| Anzahl der Personen | 461  | 440     | 478     | 433     |
| Unterschied         |      | −4,55 % | +8,63 % | −9,41 % |

| Jahr                | 2023 | 2024    |
| ------------------- | ---- | ------- |
| Anzahl der Personen | 441  | 433     |
| Unterschied         |      | −1,81 % |

Nach der Volkszählung 2011 wohnten in Sazdice 484 Einwohner, davon 238 Magyaren, 234 Slowaken, zwei Ukrainer und ein Deutscher. Ein Einwohner gab eine andere Ethnie an und acht Einwohner machten keine Angabe zur Ethnie.
345 Einwohner bekannten sich zur römisch-katholischen Kirche, 75 Einwohner zur Evangelischen Kirche A. B., jeweils sechs Einwohner zu den Zeugen Jehovas und zur reformierten Kirche, drei Einwohner zur evangelisch-methodistischen Kirche sowie jeweils ein Einwohner zur griechisch-katholischen Kirche und zur orthodoxen Kirche. 11 Einwohner waren konfessionslos und bei 35 Einwohnern wurde die Konfession nicht ermittelt.

## Bauwerke
- römisch-katholische Nikolauskirche, ursprünglich als gotische Kirche im späten 13. Jahrhundert errichtet, im 15. Jahrhundert umgebaut
- evangelische Kirche aus dem Jahr 1886